# John Peter Gassiot

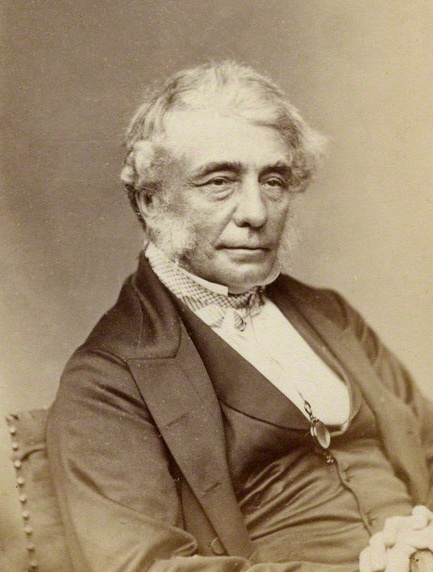
John Peter Gassiot

John Peter Gassiot (* 2. April 1797 in London; † 15. August 1877 in Ryde auf Isle of Wight) war ein britischer Kaufmann und Amateur-Wissenschaftler.

## Leben
Er diente zunächst bei der Royal Navy. 1819 heiratete er Elizabeth Scott, mit der er ein Dutzend Kinder hatte. 1822 gründete er mit Sebastian Gonzalez Martinez die Firma Martinez Gassiot & Co. in der er Zigarren, Sherry und Portwein vertrieb.
Er war ein begeisterter Amateurwissenschaftler mit Interesse für Elektrizität. Er gründete ein Laboratorium in seinem Haus in  Clapham Common.
Ab 1841 arbeitete er mit William Grove an der William Grove. 1841 wurde er Fellow der Royal Society. Er gründete den Scientific Relief Fund und 1845 die Chemical Society. Seit dieser Zeit forschte er zu Batterien und entdeckte 1852 die Schichtung elektrischer Entladung. 1863 wurde ihm die Royal Medal für seine Forschungen zur Voltazelle, zum Strom, sowie über Entladung in verdünnten Gasen verliehen.
Er wurde auch Vorstand des Kew Observatory.

## Veröffentlichungen
- On the Observations made with a Rigid Sectroscope; London, 1867
- On the stratifications in Electrical Discharges, as observed in Torricellian and other Vacua; London, 1859